# Androcalva luteiflora
Androcalva luteiflora är en malvaväxtart som först beskrevs av Ernst Georg Pritzel, och fick sitt nu gällande namn av C.F.Wilkins och Whitlock. Androcalva luteiflora ingår i släktet Androcalva och familjen malvaväxter. Inga underarter finns listade i Catalogue of Life.